# Адальберто Лопес
Адальберто Лопес (ісп. Adalberto López, нар. 4 липня 1923, Кокула, Халіско — пом.15 грудня 1996, Лос-Анжелес, Каліфорнія) — мексиканський футболіст, нападник.

## Біографія
Народився в містечку Кокула (штат Халіско). Назабаром сім'я переїхала до Гвадалахари, а з 1930 року проживав у Мехіко.

## «Атланте»
На найвищому рівні дебютував за «Атланте» ще в любительському футболі. В першому сезоні виграв національний кубок. У професіональних чемпіонатах за столичний клуб грав протягом трьох сезонів. Здебільшого перебував у резерві, тому що на його позиції центрального нападника грав лідер команди Орасіо Касарін.

## «Леон»
У «Леоні» пройшли найкращі чотири роки у футболі. Разом з командою по два рази вигравав чемпіонат та суперкубок, одного разу - кубок Мексики. Тричі був найвлучнішим гравцем ліги Майор. Найкращий бомбардир в історії клубу - 126 голів.

## Збірна Мексики
В національній збірній дебютував 13 липня 1947 року проти команди США. Відзначився трьома забитими м'ячами. Через чотири дні забив гол у ворота кубинської збірної. В 1952 році провів ще чотири матчі, але голів за головну команду країни більше не забивав.

## «Атлас»
За «Атлас» грав один сезон. У його складі виграв чемпіонат та суперкубок Мексики. Став найкращим бомбардиром команди та другим по результативності гравцем чемпіонату.

## «Депортіво Оро»
У команді з Гвадалахари провів два роки. В сезоні 1951/52 забив найбільше голів у чемпіонаті.

## «Гвадалахара»
У «Гвадалахарі» завершив виступи на футбольному полі. Став віце-чемпіоном Мексики та вп'яте - найкращим бомбардиром чемпіонату.
1956 року переїхав до США. 15 грудня 1996 помер у Лос-Анжелесі.
196 забитих м'ячів у професіональному чемпіонаті Адальбертом Лопесом на той час були рекордом для Мексики. Це досягнення у сезоні 1980/81 перевершив бразильський форвард «Атланте» Кабіньо. Він же випередив Лопеса і за кількістю титулів найкращого бомбардира чемпіонату.

## Титули та досягнення

### Клубні
- Чемпіон Мексики (3): 1948, 1949, 1951
- Віце-чемпіон Мексики (3): 1946, 1947, 1955
- Володар кубка Мексики (2): 1942, 1949
- Фіналіст кубка Мексики (4): 1944, 1946, 1954, 1955
- Володар суперкубка Мексики (3): 1948, 1949, 1951

### Збірні
- Переможець Чемпіонату НАФК: 1947

### Індивідуальні
- Найкращий бомбардир чемпіонату Мексики (5): 1947 (33), 1948 (36), 1949 (28), 1952 (16), 1954 (21)